# Micheon de Koguryo
Micheon (미천 en hangul ; mort en 331, r. 300–331) est le 15e roi de Koguryo, un des Trois Royaumes de Corée.

## Biographie
Micheon est l'arrière-petit-fils du 13e roi, Seocheon, et le fils de Go Dol-go qui a été tué par son frère aîné, Bongsang.
Les archives historiques coréennes disent qu'il s'est enfui et a travaillé comme domestique, menant une vie misérable, puis comme vendeur de sel dans des villages au nord de la capitale, sans grand profit. Au palais, le roi Bongsang perd sa popularité auprès du peuple en raison de sa mauvaise conduite, ce qui entraîne un coup d'État de son Premier ministre et d'autres vassaux, qui place Micheon sur le trône.

## Règne
Tout au long de son règne, Micheon s'attache à développer la force nationale de Koguryo. Alors que la dynastie Jin en Chine perd de son influence sur son territoire, loin de la capitale, Koguryo étend son territoire à la péninsule de Liaodong et à d'autres bastions autour de la Mandchourie et du nord de la Corée. Les commanderies sont créées après la chute de Gojoseon, le premier pays protocoréen, en 108 avant Jésus-Christ. Malgré des guerres répétées, l'influence chinoise ne faiblit pas. Afin de lever les obstacles à la conquête à l'intérieur de la Chine, Micheon entame sa première campagne en 302 contre la commanderie de Xuantu. S'assurant un passage entre Jin et les commanderies, Koguryo soumet la commanderie de Lelang en 313 et celle de Daifang en 314, autour du fleuve Taedong, aujourd'hui Pyongyang, après avoir attaqué Seoanpyeong (西安平 ; aujourd'hui Dandong) à Liaodong. La conquête de la Mandchourie et de la Corée est significative dans la mesure où 400 ans d'influence chinoise sur la péninsule coréenne sont complètement anéantis.
Micheon doit faire face à une expansion massive à l'ouest, notamment de la part des Murong Bu, une faction du peuple Xianbei. Bien que Koguryo ait formé une alliance avec d'autres tribus Xianbei, sa contre-attaque n'aboutit pas. En 319, un général de Koguryo, Yeo Noja (여노자, 如奴子) est capturé. Koguryo et les Murong Bu ont tous deux tenté d'asseoir leur force au Liaodong et en Mandchourie, mais aucun n'a pu exercer son hégémonie. En 330, la cour coréenne envoie une délégation à Zhou postérieur dans le but de faire une diversion contre Murong Bu du côté est.
Micheon meurt en 331 et est enterré à Micheon-won.